# 征帥
征帥（鄒語：Eozomu/Yuozomx/Yuozomü），又可稱之為征將，原為鄒族為對抗外敵所設立的臨時軍事職位。

## 概要
1、征帥為爭戰、獵首的指揮官，有可能是頭目，如果戰事頻繁，會有好幾個征帥。
2、戰鬥時，征帥統帥整個隊團，一個隊團可能有數名裨將/勇士（Maotano）及眾多男子，嚴格服從於征帥的領導。
3、征帥以其判斷敵情、陣勢部屬、攻擊節奏、甚至具備占卜吉凶的宗教能力，以及最重要的武勇實力所造成的團隊信心而為眾人信服。
4、一般而言，會隨著領頭之征帥的死亡，而從裨將當中出現新的征帥者。
5、征帥和裨將在死後會成Meehamo:262。

## 歷史

### 臺灣清治時期
漢人勢力入侵鄒族的山區後，雙方的關係便逐漸緊張起來。後特富野發生了瘟疫使得大量人口死去，得知情況的清朝官員便出兵攻打，而特富野也在征帥尤俄熱姆的指揮下順利殲擊來犯的清軍，並擄獲兩名戰俘(後被雅伊布谷所殺)。全軍覆滅的消息使清政府震驚不己、很長一段時間都不敢再接近鄒族的生活區域。

## 傳說或歷史中已知的征帥
| 歷代 | 肖像 | 中文名              | 鄒族名              | 備註                                                        |
| ---- | ---- | ------------------- | ------------------- | ----------------------------------------------------------- |
|      |      | 雅伊布谷            | Yaipuku             | 特富野的征帥與頭目。                                        |
|      |      | 亞撲塞歐古·姆奇那那 | Yapuseogu muk inana | 特富野的征帥，又稱「蔑埃西」（Meaishi），意指飯量很大的人。 |
|      |      | 尤俄熱姆            |                     | 特富野的征帥。                                              |
|      |      | 尤蘇古              | Iusungu             | 阿也要的征帥:55:330。                                       |